# Bernhard van Acken
Bernhard van Acken SJ (* 8. April 1881 in Lingen (Ems); † 1. April 1969 in Münster) war ein deutscher Jesuit und theologischer Schriftsteller.

## Leben
Am 1. Oktober 1898 trat er in Blijenbeek den Jesuiten bei und empfing in Valkenburg aan de Geul die Priesterweihe am 25. August 1912. Nach den letzten Gelübde am 2. Februar 1914 starb er im Haus Sentmaring, wo er auf dem Friedhof Haus Sentmaring begraben wurde.

## Schriften (Auswahl)
- Lebensschule für Ordensfrauen. Paderborn 1961, OCLC 73399527.
- Jesuiten im Kerker 1759–1777. Der Weg der Gnadenbilders der „Mutter mit dem geneigten Haupt“. Leutesdorf 1962, OCLC 1156656416.
- Was soll ich glauben? Die wichtigsten Unterscheidungslehren der beiden christlichen Konfessionen. Paderborn 1963, OCLC 632980641.
- Konvertiten-Katechismus. Paderborn 1964, OCLC 312213078.

| Personendaten    | Personendaten                                     |
| ---------------- | ------------------------------------------------- |
| NAME             | Acken, Bernhard van                               |
| KURZBESCHREIBUNG | deutscher Jesuit und theologischer Schriftsteller |
| GEBURTSDATUM     | 8. April 1881                                     |
| GEBURTSORT       | Lingen (Ems)                                      |
| STERBEDATUM      | 1. April 1969                                     |
| STERBEORT        | Münster                                           |